# Lewis Hamilton
Sir Lewis Carl Davidson Larbalestier Hamilton MBE (Stevenage, Anglaterra, 7 de gener de 1985), més conegut com a Lewis Hamilton, és un pilot anglès de Fórmula 1. Competeix en la Temporada 2025 amb l'escuderia Ferrari.
A la Formula 1 des del 2007 fins al 2012, va ser pilot de l'escuderia McLaren, amb la qual va ser campió el 2008 i subcampió el 2007. A partir del 2013, es va convertir en pilot de Mercedes, resultant campió el 2014, 2015, 20 2019, 2020, igualant els 7 títols mundials de Michael Schumacher, i subcampió el 2016 i 2021. Ha aconseguit alçar-se amb més de 103 victòries a Grans Premis al llarg de la seva carrera a la Fórmula 1. El 25 d'octubre de 2020 es va convertir en el pilot amb més victòries de la història.
L'any 2008 es proclama per primer cop en la seva carrera campió del món de F1. Va perdre el campionat del món de pilots del 2016, aconseguit amb l'equip Mercedes, després d'un aferrissat duel amb Nico Rosberg, en la que tots dos van lluitar fins a l'última cursa pel títol, després d'una gran temporada en què van obtenir per a l'equip la majoria de doblets en el podi, i el campionat de constructors 2016.

## Biografia
Lewis Hamilton va néixer el 7 de gener de 1985 a Stevenage, Hertfordshire, Anglaterra. Els seus pares el van anomenar Lewis per l'atleta nord-americà Carl Lewis. El seu pare, Anthony Hamilton, és britànic d'ascendència granadina, mentre que la seva mare, Carmen Larbalestier, és britànica nascuda a Birmingham. Es van separar quan Lewis tenia dos anys. Hamilton va viure fins als dotze anys amb la seva mare i les seves dues mig germanes maternes grans, i des de llavors amb el seu pare, la seva madrastra i el seu mig germà patern menor Nicholas, també pilot de carreres. Hamilton és el primer pilot negre que participa en la màxima categoria de l'automobilisme. És un esportista amb alimentació vegana.

## Trajectòria

### Abans de la F1

#### Kàrting
Hamilton va començar a competir en Karts l'any 1993 amb 8 anys i ràpidament la seva habilitat el va destacar en aquestes curses i el van portar a les categories Cadet (1995-6), a la Junior Yamaha (1997), a la Junior Intercontinental A (1998-9), a la Intercontinental A (1999) i finalment a la Fórmula A (2000). Gràcies als seus èxits als karts el Club de Pílots Britànics el va declarar una "Rising Star" l'any 2000.

#### Fórmules Junior
Hamilton va començar la seva carrera com a pilot de cotxes l'any 2001 en les Series d'Hivern de Fórmula Renault britàniques acabant en cinquena posició.
L'any 2002 ja va participar durant tota la temporada i va acabar tercer amb 3 victòries i 3 poles. L'any següent va aconseguir guanyar el campionat després d'aconseguir 10 victòries, aquesta fita el va portar a la Fórmula 3 on va tenir un debut menys positiu on va tenir dos accidents al circuit de Brands Hatch. Posteriorment va mostrar la seva velocitat al GP de Macau i també al de Corea on va aconseguir la seva primera pole en la que era la seva quarta cursa de F3.
L'any 2004 va debutar a la Fórmula 3 Euroseries. Allà només va aconseguir guanyar una cursa i va quedar cinquè al campionat. L'any 2005 va aconseguir el campionat d'Euroseries després de guanyar 15 de les 20 curses. i que van fer que la revista AutoSport el situes entre els '50 millors pilots del 2005' (24è).
Els seus èxits el varen portar a pilotar durant el 2006 per l'equip ART Grand Prix de la GP2. ART era la millor escuderia i Lewis venia a substituir Nico Rosberg el campió del 2005.
Tot i l'oposició d'Alexandre Prémat i Nelson Angelo Piquet, Lewis va guanyar el campionat de GP2 al primer intent, la curses més notable per part del pilot britànic probablement va ser a Nurburgring on va guanyar tot i ser penalitzat. També van ser destacables els seus avançaments al GP de Silverstone i al GP d'Istanbul.

### Fórmula 1

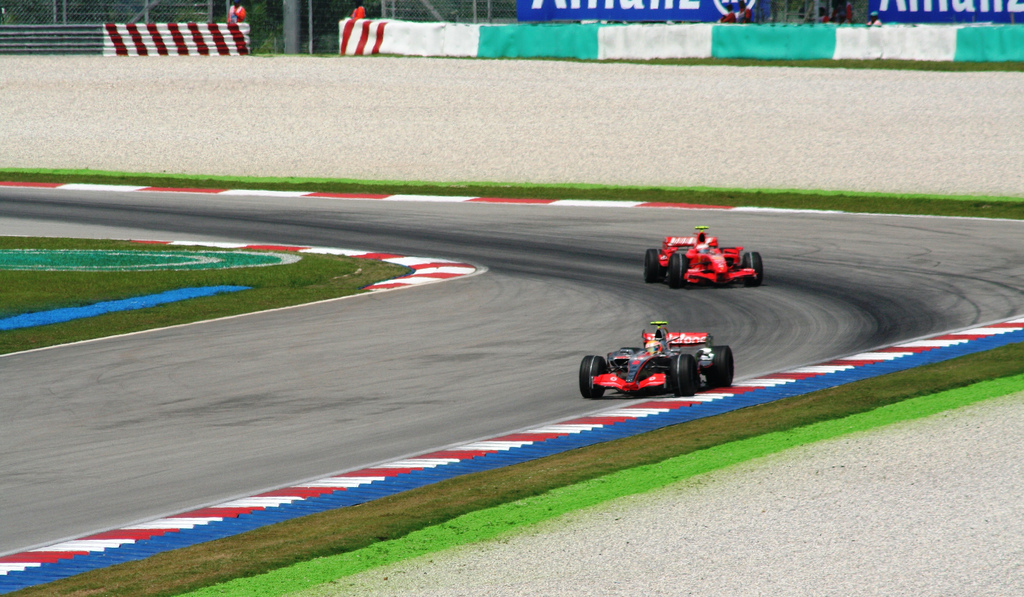
Hamilton pressionat per Kimi Räikkönen al final de la seva segona cursa a Sepang

L'any 1994 durant els premis Autosport Lewis va autopresentar-se al cap de l'equip Mclaren Ron Dennis demanant-li si podria pilotar pel seu equip al futur. Després d'això l'any 1998, amb 13 anys, Lewis va signar pel Programa de Desenvolupament de pilots de Mclaren i al contracte ja hi havia una clàusula que considerava la possibilitat d'obtenir un seient a la F1 en un futur. A mitjans del 2006 després d'un llarg període d'especulacions en què es dubtava si Pedro de la Rosa, Gary Paffett, Lewis o fins i tot el ja retirat Mika Häkkinen ocuparien el seient lliure a Mclaren al costat de Fernando Alonso. Finalment Mclaren va confirmar que Hamilton seria el segon pilot de l'equip per a la temporada 2007. Després de l'anunci, durant el novembre del 2006, Lewis va tenir un test molt satisfactori amb l'equip Mclaren al Circuit de Catalunya establint temps pròxims als de Pere Martínez de la Rosa.

### McLaren Mercedes (2007-2013)
A la temporada 2007 i amb tan sols 22 anys, Hamilton debuta a la Fórmula 1 al volant del Vodafone Mclaren Mercedes. El seu company és el doble campió del món Fernando Alonso. Al primer Gran Premi, a Austràlia, Lewis va sortir des de la quarta posició i va aconseguir ja el seu primer podi. En la següent cursa, a Malàisia, va acabar en la segona posició tot i no haver disputat mai cap cursa en aquella pista i a Sahkir, tercera cursa del campionat, ha superat al seu company d'equip Fernando Alonso tant als entrenaments oficials com a la cursa aconseguint la segona posició i marcant l'efemèride de ser el primer debutant a la categoria que obté tres podis consecutivament en les primeres tres curses que disputa.
En la quarta cursa, disputada a Montmeló, Lewis va aconseguir la segona posició i el lideratge provisional del campionat de pilots. Aquest lideratge ha suposat que el pilot anglès sigui el pilot més jove en aconseguir liderar el campionat del món de pílots tot i que en la següent cursa cediria de nou aquesta plaça a Fernando Alonso en guanyar aquest últim el GP de Mònaco.
El seu debut ha estat, de llarg, el més reeixit que cap pilot hagi ofert a la seva afició, aconseguint pujar al podi a les seves nou primeres carreres.
La Reina Elisabet II el va nomenar Membre de l'Imperi Britànic amb els Honors de Cap d'Any del 2009.

### Mercedes GP (2013-2024)
Després de 6 temporades a l'escuderia Mclaren, fitxà per Mercedes per disputar la temporada 2013 del campionat de Fórmula 1.
Per a la seva primera temporada sota els colors de Mercedes, va acabar el campionat en quarta posició amb 189 punts.
El 2014 es va convertir en doble campió del món amb 384 punts i onze victòries.
El 2015 va conservar el títol i es va convertir en triple campió del món per davant del seu company d'equip.
En 25 d'octubre de 2020 va aconseguir la seva 92ena victòria en una cursa de Fórmula 1 i va superar el rècord de Michael Schumacher, convertint-se en el pilot que ha guanyat més victòries de la història.

## Historial abans de la Fórmula 1
| Temporada | Series               | Equip            | No. | Curses | Poles | Victòries | Punts | Posició final |
| 2002      | Formula Renault UK   | Manor Motorsport | 25  | 13     | 3     | 3         | 274   | 3r            |
| 2003      | Formula Renault UK   | Manor Motorsport | 3   | 15     | 11    | 10        | 419   | 1r            |
| 2004      | Formula 3 Euroseries | Manor Motorsport | 35  | 20     | 1     | 1         | 69    | 5è            |
| 2005      | Formula 3 Euroseries | ASM F3           | 1   | 20     | 11    | 15        | 172   | 1r            |
| 2006      | GP2 Series           | ART Grand Prix   | 2   | 21     | 1     | 5         | 114   | 1r            |

## Resultats a la Fórmula 1
(Clau de colors) (Curses en negreta indiquen pole position)
| Any  | Equip            | 1       | 2      | 3      | 4      | 5       | 6      | 7       | 8       | 9       | 10      | 11    | 12      | 13      | 14      | 15      | 16      | 17      | 18      | 19      | 20      | 21     | 22      | Posició final | Punts |
| ---- | ---------------- | ------- | ------ | ------ | ------ | ------- | ------ | ------- | ------- | ------- | ------- | ----- | ------- | ------- | ------- | ------- | ------- | ------- | ------- | ------- | ------- | ------ | ------- | ------------- | ----- |
| 2007 | McLaren Mercedes | AUS 3   | MAL 2  | BHR 2  | ESP 2  | MON 2   | CAN 1  | USA 1   | FRA 3   | GBR 3   | EUR 9   | HUN 1 | TUR 5   | ITA 2   | BEL 4   | JPN 1   | CHN Ret | BRA 7   |         |         |         |        |         | 2n            | 107   |
| 2008 | McLaren Mercedes | AUS 1   | MAL 5  | BHR 13 | ESP 3  | TUR 2   | MON 1  | CAN Ret | FRA 10  | GBR 1   | GER 1   | HUN 5 | EUR 2   | BEL 3   | ITA 7   | SNG 3   | JPN 12  | CHN 1   | BRA 5   |         |         |        |         | 1r            | 98    |
| 2009 | McLaren Mercedes | AUS DSQ | MAL 7  | CHN 6  | BHR 4  | ESP 9   | MON 12 | TUR 13  | GBR 16  | GER 18  | HUN 1   | EUR 2 | BEL Ret | ITA 12  | SNG 1   | JPN 3   | BRA 3   | ABU Ret |         |         |         |        |         | 5è            | 49    |
| 2010 | McLaren Mercedes | BHR 3   | AUS 6  | MAL 6  | CHN 2  | ESP 14  | MON 5  | TUR 1   | CAN 1   | EUR 2   | GBR 2   | GER 4 | HUN Ret | BEL 1   | ITA Ret | SIN Ret | JPN 5   | KOR 2   | BRA 4   | ABU 2   |         |        |         | 4t            | 240   |
| 2011 | McLaren Mercedes | AUS 2   | MYS 8  | CHN 1  | TUR 4  | ESP 2   | MON 6  | CAN Ret | EUR 4   | GBR 4   | GER 1   | HUN 4 | BEL Ret | ITA 4   | SIN 5   | JPN 5   | KOR 2   | IND 7   | ABU 1   | BRA Ret |         |        |         | 5è            | 227   |
| 2012 | McLaren Mercedes | AUS 3   | MYS 3  | CHN 3  | BAH 8  | ESP 8   | MON 5  | CAN 1   | EUR 19≠ | GBR 8   | GER Ret | HUN 1 | BEL Ret | ITA 1   | SIN Ret | JPN 5   | KOR 10  | IND 4   | ABU Ret | USA 1   | BRA Ret |        |         | 4t            | 190   |
| 2013 | Mercedes AMG     | AUS 5   | MAL 3  | CHN 3  | BHR 5  | ESP 12  | MON 4  | CAN 3   | GBR 4   | GER 5   | HUN 1   | BEL 3 | ITA 9   | SIN 5   | KOR 5   | JPN Ret | IND 6   | ABU 7   | USA 4   | BRA 9   |         |        |         | 4t            | 189   |
| 2014 | Mercedes AMG     | AUS Ret | MAL 1  | BHR 1  | CHN 1  | ESP 1   | MON 2  | CAN Ret | AUT 2   | GBR 1   | GER 3   | HUN 3 | BEL Ret | ITA 1   | SIN 1   | JPN 1   | RUS 1   | USA 1   | BRA 2   | ABU 1   |         |        |         | 1r            | 384   |
| 2015 | Mercedes AMG     | AUS 1   | MAL 2  | CHN 1  | BHR 1  | ESP 2   | MON 3  | CAN 1   | AUT 2   | GBR 1   | HUN 6   | BEL 1 | ITA 1   | SIN Ret | JPN 1   | RUS 1   | USA 1   | MEX 2   | BRA 2   | ABU 2   |         |        |         | 1r            | 381   |
| 2016 | Mercedes AMG     | AUS 2   | BHR 3  | XIN 7  | RUS 2  | ESP Ret | MON 1  | CAN 1   | EUR 5   | AUT 1   | GBR 1   | HON 1 | ALE 1   | BEL 3   | ITA 1   | SIN 3   | MAL Ret | JAP 3   | SIN 1   | MEX 1   | BRA 1   | ABU 1' |         | 2n            | 380   |
| 2017 | Mercedes AMG     | AUS 2   | XIN 1  | BHR 2  | RUS 4  | ESP 1   | MON 7  | CAN 1   | AZE 5   | AUT 4   | GBR 1   | HON 4 | BEL 1   | ITA 1   | SIN 1   | MAL 2   | JAP 1   | EUA 1   | MEX 9   | BRA 4   | ABU 2   |        |         | 1r            | 363   |
| 2018 | Mercedes AMG     | AUS 2   | BHR 3  | XIN 4  | AZE 1  | ESP 1   | MON 3  | CAN 5   | FRA 1   | AUT Ret | GBR 2   | GER 1 | HON 1   | BEL 2   | ITA 1   | SIN 1   | RUS 1   | JAP 1   | EUA 3   | MEX 4   | BRA 1   | ABU 1  |         | 1r            | 408   |
| 2019 | Mercedes AMG     | AUS 2   | BHR 1  | XIN 1  | AZE 2  | ESP 1   | MON 1  | CAN 1   | FRA 1   | AUT 5   | GBR 1   | GER 9 | HON 1   | BEL 2   | ITA 3   | SIN 4   | RUS 1   | JAP 3   | MEX 1   | EUA 2   | BRA 7   | ABU 1  |         | 1r            | 408   |
| 2020 | Mercedes AMG     | AUT 4   | STI 1  | HON 1  | GBR 1  | 70A 2   | ESP 1  | BEL 1   | ITA 7   | TSC 1   | RUS 3   | EIF 1 | POR 1   | EMI 1   | TUR 1   | BHR 1   | SAK Les | ABU 3   |         |         |         |        |         | 1r            | 347   |
| 2021 | Mercedes AMG     | BHR 1   | EMI 2  | POR 1  | ESP 1  | MON 7   | AZE 15 | FRA 2   | EST 2   | AUT 4   | GBR 1   | HON 2 | BEL 3   | PBA 2   | ITA Ret | RUS 1   | TUR 5   | USA 2   | MEX 2   | SAO 1   | QAT 1   | ARA 1  | ABU 2   | 2n            | 387.5 |
| 2022 | Mercedes AMG     | BHR 3   | ARA 10 | AUS 4  | EMI 13 | MIA 6   | ESP 5  | MON 8   | AZE 4   | CAN 3   | GBR 3   | AUT 3 | FRA 2   | HON 2   | BEL Ret | PBA 4   | ITA 5   | SIN 9   | JAP 5   | USA 2   | MEX 2   | SAO 2  | ABU 18† | 6è            | 240   |
| 2023 | Mercedes AMG     | BHR5    | ARA5   | AUS 2  | AZE6   | MIA 6   | MON4   | ESP 2   | CAN 3   | AUT 8   | GBR 3   | HON4  | BEL 4   | PBA 6   | ITA 6   | SIN 3   | JAP 5   | QAT Ret | USA DSQ | MEX 2   | SAO 8   | LVG 7  | ABU 9   | 3n            | 234   |